# 白刃
白刃（1918年—2016年5月15日），原名王寄生（或王年送），曾用名安东尼奥，笔名王爽、屯冷、蓝默等，男，福建晋江人，中国军旅作家、记者，解放军艺术学院研究员，中国戏剧家协会理事，中国作家协会名誉委员。

## 生平
白刃是福建晋江永宁镇（今石狮市）人。父亲王千宗年轻时就去菲律宾干苦力活，后来做了点小生意，家境逐渐好转。白刃8岁时，父亲返乡，领着他去给至圣先师孔子的牌位磕头，然后带他到私塾就读，念《三字经》《千字文》，学描红、学写字
1932年14岁时赴南洋菲律宾谋生。最初，父亲与人合伙在菲律宾中部怡朗市那巴示社开了一间“合益”杂货店，生意还算稳定。白天在店里帮工，晚上就到怡朗的一家华商学校念书。但好景不长，世界经济危机大萧条的风暴刮到菲岛，“合益”店的生意也一落千丈。1933年，父母回到永宁为祖母办理丧事，父亲辛苦攒下的存款被益华钱庄卷走，家里多年积蓄化为乌有。为此，父亲心灰意懒，不肯再赴菲律宾，留在老家种地。王寄生孤守“合益”杂货店，不久“合益”杂货店倒闭，王寄生只好自谋出路，一路漂泊浪迹到了马尼拉，当学徒、烧柴火、买菜、擦玻璃，什么都干。也卖过报纸，卖过蚊香。这时有了强烈的求知欲，1935年到菲律宾马尼拉华侨中学半工半读。白天卖报，晚上则进学校读书。每天卖的报纸，除了《前驱日报》就是《华侨商报》。《华侨商报》是菲律宾华文报中的佼佼者，主张抗日救国，反对内战，是爱国华侨及进步青年喜爱的读物。每天还暗地里卖调200份《救国时报》（中共在法国巴黎出版的中文报纸）。还兼任《华侨商报》报社译员，总编经常交给他一些路透社、合众社、哈瓦斯社等通讯社的电讯译成中文，然后刊登。遇上外国电讯不多时，便跟着记者出去采访，对于民间疾苦有了更深的了解。该校湖北籍教师董冰如（1922年入党，参加过大革命与南昌起义）领导进步师生组织“人人日日抗日救国会”的教育、引导。董老师从白刃一篇《可怜的婢女》作文中感受到白刃同情受压迫阶级的情怀，于是介绍他参加抗日救国会，并在大会上推选白刃任救国会的学生常委，负责宣传工作，参加编辑《救国月刊》，开始学习写作诗歌、小说和散文，使用笔名王爽在该刊发表揭露汪精卫勾结日寇的文章《汪精卫回国之后》，揭露汪精卫于“西安事变”后，勾结日寇，阴谋扩大内战的企图，反响较大。还加入中华民族武装自卫会菲律宾分会，参加马尼拉华侨业余剧团，演抗日文明戏，唤起华侨抗日救国的热情，通过演出为国内抗日活动募捐。
1937年初，叔父和两位同乡筹建民生公司，准备回国响应宋子文开发海南岛去种植热带作物，聘请王寄生担任国语与粤语翻译，愿意为王寄生负担回国旅费。1937年3月初，带着董冰如老师写给海南岛专员黄强的介绍信，王寄生离开马尼拉回国。
“七七事变”爆发后，海南岛的开发被迫中断。王寄生来到南京，和两位菲律宾华侨青年想要报名参加战地服务团。“登报了以后，我们去报名。报名的人看到我们说，你们是华侨，不行啊！我说怎么不行？我门是从南洋回来抗日的！他说现在有好多汉奸。我一听就生气了，居然然把我们当汉奸！不干了，回福建！”辗转南京、上海报国无门，8月12日登船回厦门，就读集美学校46组初中3年级，不要学费每月只要4元膳费。日军登陆在即，集美中学内迁安溪的文庙办学。同学吴其进拿来了一本中共长江局在汉口出版的《群众》周刊，登有一篇延安抗大生活的通讯与招生简章，王寄生决定拿到初中毕业文凭后就投奔抗大。王寄生给在汉口的老师董冰如写信：“他在汉口，在周恩来、郭沫若领导的国民政府军事委员会政治部第三厅工作。我当时也不太敢说要到延安去，我就说我要到北方去参加抗战，他写信给我说，你最好是到陕北去！”白刃参加了集美联合中学战时青年后援服务团，担任进步师生创办的《血花日报》（油印刊物）的收音员和编辑。他白天参加宣传、演出，晚上收听南京电台的广播，记录前方抗战的消息，编成稿件给《血花日报》刊用。他还经常参加学校组织的各种演讲比赛、街头表演、戏剧晚会，控诉日寇的暴行，激发民众的爱国热情。1938年寒假，王寄生回永宁探亲。在家乡组织青年救国会。他每天领着一群青年到各村宣传抗战，还在永宁大埔自编自演文明戏《金门沦陷》。耳闻目睹泉州驻军第80师第239旅旅长钱东亮横征暴敛、鱼肉百姓的事实，于是以“王爽”的笔名，写了一篇通讯《国难严重下的泉州军政》，寄给汉口柳湜主编的《全民周刊》，于1938年5月发表。钱东亮大发雷霆，下令严密追查，欲加害文章作者。王寄生获悉后等不及初中毕业，被迫外逃出走。当时福建禁止壮丁役龄人口出境，日军已占厦门，所以从泉州湾登上英国船至汕头、乘汽车至樟木头换乘火车到九龙姐姐家获得了旅费资助。到了正被日机大轰炸的广州。和集美学校的同学林有声（建国后曾任江苏省军区司令员）、陈耕国找到东山百子路八路军办事处，开了一张前往延安的介绍信。9月下旬经马上沦陷的汉口前往西安。在西安七贤庄的八路军办事处，发给八路军学兵军装编队共30多青年徒步行军前往延安。终于在1938年10月到达延安。“到了延安以后，就进入抗日军政大学学习。编入抗大第5期第五大队第一队第二班（共9人），被选为副班长，大队长是何长工同志。驻扎在甘肃庆阳。”不久，包括白刃在内的1000多名学员，奉命转移到山西东南。抗大教育长罗瑞卿同志专程赶来给大家讲话，宣布成立抗大一分校，校长何长工，副校长周纯全，校址设在晋东南。学员除了抗大第5大队以外，还有第4大队、陕北公学和安吴堡青训班的大批学员，共3000余人。经过2000余里的艰苦行军，抗大一分校抵达屯留县故漳一带，根据战争的实际需要，一分校第5期成立了特科营，下属化学队、工兵队和机枪队。白刃分配在化学队，共有40多名学员，驻扎在西沟村，培养目标是防毒参谋。“当时的课程主要是讲毒气。毒气的种类、性能、化学成分和防毒知识。当时，日本人到处施放毒气，我们很多人都不知道怎么防护，威胁很大，学毒气知识，特别有必要。”抗大分校学员每人每天伙食标准是5分钱菜金，包括3钱油、3钱盐和1斤蔬菜，主食小米。庆祝中国共产党成立18周年时，化学队出演了一个大型活报剧《天堂地狱》，是白刃根据世界经济大萧条自己在菲律宾亲身体会到的苦难与苏联一五计划实现工业化编写，把美国、苏联和非洲人搬上舞台。演出后，化学队指导员找白刃谈话，说他马列主义学得不错，对当前政治形势有认识，叫他写入党申请书加入了中国共产党。日军扫荡晋东南，抗大分校搬到太行山上，能写会唱的白刃被抽调到八路军秦（基伟）赖（际发）支队组织的临时宣传队工作，在平顺、壶关、陵川一带的农村里写标语、说快板、拉洋片、演街头剧、唱抗日歌曲、召集群众宣传鼓动，用一切群众喜闻乐见的文化武器，宣传中国共产党主张和抗日救国，动员群众支援抗日，粉碎日军的剔抉大扫荡。1939年9月，抗大一分校第五期在太行山上举行了毕业典礼。化学队的学员分配到八路军的三个主力师。白刃分配到八路军第115师司令部当防毒参谋。后调任115师政治部新闻干事，参与《战士报》和《时事通讯》的采编工作。1940年3月12日，八路军115师在山东白彦和日本侵略者展开了一场惊心动魄的肉搏刺刀战。白刃当时在686团（老六团）采访，战斗结束后，他写了一篇通讯《在观察所》，发表在《时事通讯》上，署名白刃。从此，白刃这个名字被沿用下来。1940年6月，被任命为《时事通讯》的总编辑，年仅22岁。后任115师《战士报》主编。1943年，部队“精兵简政”，《战士报》停刊，白刃给政治部主任肖华打报告要求下连队锻炼，得到批准，他下到连队当指导员。不到一年又调任海滨军区主编《民兵报》，调回山东军区编《山东画报》。
日本投降后，随八路军山东军区机关到东北，任安东广播电台台长。后又任西满军区政治部宣传科长兼《反攻报》主编。1947年8月西满分局、西满军区撤销，机关人员调入东北民主联军后勤部，任东后政治部教育科长兼《后勤报》主编。一晚上写了10 000字的短篇小说《谁是敌人》，寄给严文井，很快在《东北日报》发表。接着又发表了《桥》和《小周也要当英雄》等小说。小说见报，颇受欢迎，白刃增加了信心，要求到前方部队当记者。东北民主联军总政治部宣传部部长肖向荣同意他上前方，调到第六纵队当新华社东野总分社的随军记者。白刃在战斗的间隙中创作，不断在《东北日报》上发表小说。相继参加了辽沈、平津两大战役，写了大量新闻报道和战地通讯，也写诗歌和短篇小说，并构思反映抗日战争的长篇小说。1949年2月北平和平解放后，白刃把在东北写的短篇小说汇编成册，以《生死一条心》为书名，交由新华书店出版，这是他进关以后出版的第一本书。
解放后，中南军区复办《战士报》，调白刃为《战士报》社编辑科科长。只好把写作放在业余时间。在写完长篇小说《战斗到明天》第一部后，又接着写话剧《糖衣炮弹》。话剧由中南军区文工团排演，参加中南军区汇演，得了优秀奖。但长篇小说命运不佳，1951年《战斗到明天》出版后遭到《解放军文艺》、《人民日报》等报刊的批判。该书在五十年代后期再版后，还是受到了文艺批评。“三反”“五反”期间，白刃受到冲击，改任中南军区兼四野政治部文化部创作员。1955年转业到北京市文联成为以稿费为生的职业作家，写了大量的作品，其中有长篇小说《战斗到最后》和话剧《糖衣炮弹》（更名《后方的前线》），还为青年艺术剧院写了话剧《白鹭》，为沈阳话剧团写了《兵临城下》和《战火纷飞》，为辽宁人艺写了《踏遍青山》等。这期间，他还出版了短篇小说集《平常人的故事》、《镇海石》及诗集《前进的回声》等书。1958年炮击金门时，白刃两次到厦门前线采访，他几乎跑遍厦门周边的大小岛屿，写了大量诗歌、特写和战地通讯，在各地报刊发表。1962年，白刃的话剧《兵临城下》在纪念《在延安文艺座谈会上的讲话》发表20周年之际，在全国许多城市公演，获得极大成功，奠定了他在当代文学史上的地位。《兵临城下》进京上演时，得到好评，1962年至1963年周恩来看了3遍，每次看完都提出修改意见，改编电影前还专门找导演林农与白刃到中南海谈了两小时。1964年话剧《兵临城下》由长影投拍为电影故事片，林农导演，全国公映。1966年，江青点了《兵临城下》的名。此后《兵临城下》被当成大毒草批判。
1963年，白刃重新穿上军装，调回解放军总政治部创作室，授上校军衔，恢复工资，专业从事文学创作。 长沙警备区顾问。1979年白刃调北京解放军艺术学院任研究员。为少年儿童出版社写了《罗荣桓的故事》，又参加《罗荣桓传》的编写，还出版了《罗荣桓元帅纪事》等书。1985年副军级离休。
八十年代初，白刃去菲律宾探亲，在香港写了《南洋漂流记》和《龙真人出山》两部长篇小说，先由香港报刊连载，后结集出书。回京后，他又写了《香港见闻》和《永不凋谢的花》两部文集。
九十年代初，他集中精力创作长篇小说《战斗到明天》续集，并于1996年出版。20世纪90年代，中国华侨文学艺术家协会成立，白刃被聘为顾问。2002年，中国戏剧出版社出版了7卷本的《白刃文集》，400多万字。白刃90岁时，着手著述长篇回忆录《归国70年》。

## 社会兼职
中国剧协理事，中国作协第四届理事和第五、六、七届全委会名誉委员。